# Václav Táborský
Václav Táborský (vlastním jménem Václav Špringl, 29. srpna 1928, Praha) je český scenárista, režisér dokumentárních filmů a pedagog. Jeho tvorba zahrnuje především snímky dokumentární, která natáčel pro Krátký film Praha.

## Život
Táborský se narodil v Praze, vystudoval režii na FAMU, kterou absolvoval v roce 1952. Po řadě úspěšných snímků natočených v 60. letech se rozhodl emigrovat se svou ženou Dagmar Hykovou-Táborskou do Kanady, zejména kvůli okupaci Československa sovětskými vojsky. Zde po dobu dvaceti let vyučoval na vysokých školách, psal a publikoval texty a v současnosti zde také žije.

## Tvorba
Tvorba Václava Táborského oscilovala mezi průkopnickými díly inspirovanými hnutím Cinema verité, ale také běžnou zakázkovou tvorbou dle zadání vedení Krátkého filmu Praha. Jeho tvorba nesla často prvky reportáže, fejetonu, ankety s výrazným zastoupením sarkasmu, ironie a humoru. Na většině svých filmů spolupracoval s kameramanem a později režisérem Janem Špátou. Za hrané snímky s dokumentárními prvky Zablácené město (1963) a Útěk do větru (1965) získal Zlatého lva sv. Marka na festivalu v Benátkách.
Své zkušenosti filmaře i pedagoga zachytil v autobiografických knihách Paměti točomana (2000) a Točoman a lidožrouti (2012). V roce 2023 byl pozván k uvedení retrospektivy na Mezinárodní filmový festival do Jihlavy, kde představil výběr své tvorby.

## Filmografie
- 1959: Skutečnost noci Svatojanské
- 1960: Před třiceti léty
- 1960: Jak se chovati
- 1961: Dva stoly mezi námi
- 1961: Václavské náměstí
- 1962: Hodiny za volantem
- 1962: Čekají každou neděli
- 1963: Zablácené stopy
- 1963: Zablácené město (hraný)
- 1963: Český malíř – dokument o Janu Zrzavém
- 1963: Dovolená
- 1965: Útěk do větru
- 1964: Nádraží
- 1967: 4P (Písnička pro paní Pilarovou) – dokument o natáčení písně To se stává Evy Pilarové
- 1968: Dějiny na 8